# Cristopher Vásquez
Cristopher William Vásquez González (n. Rancagua, Chile; 19 de agosto de 1990) es un futbolista chileno. Se desempeña como delantero y actualmente es agente libre después de su paso por Colchagua.

## Trayectoria
Proveniente de las divisiones inferiores de O'Higgins, el año 2008 jugó en el CDS Enfoque de Héctor Irrazabal, dos años más tarde recala en General Velásquez, para el 2011 retornar al CDS Enfoque, el año 2012 llega a Deportes Santa Cruz, club en el que formó la dupla goleadora con Rubén Farfán, con el cual se corona campeón de la Tercera División B y con esto, el equipo logró ascender a la Tercera División A del fútbol chileno.
En el 2013 llegó al club Tomás Greig, donde marcó 22 goles, el 2014 tuvo una rebelde lesión, razón por la cual no jugó y luego de ello el 2015 se reintegró al equipo, Vásquez alcanzó la importante marca de 26 goles, coronándose como el máximo artillero en el torneo de Tercera División A.
Terminada su etapa en Tomás Greig, fue a probar suerte a Rangers de Talca, cumpliendo con todas las necesidades del técnico Héctor Almandoz en busca de un delantero de área, posteriormente fue enviado a préstamo a Deportes Vallenar por parte del club piducano, en el torneo de transición de segunda división 2017, defendió a Independiente de Cauquenes, el año 2018 jugo para Colchagua y en la actualidad esta sin club.

## Clubes
Actualizado el 27 de septiembre de 2016
| Club                       | País  | Año       |
| -------------------------- | ----- | --------- |
| O'Higgins (Inferiores)     | Chile | 2005-2008 |
| Enfoque de Rancagua        | Chile | 2008-2009 |
| General Velásquez          | Chile | 2010      |
| Enfoque de Rancagua        | Chile | 2011      |
| Deportes Santa Cruz        | Chile | 2012      |
| Tomás Greig FC             | Chile | 2013-2015 |
| Rangers                    | Chile | 2015-2016 |
| Deportes Vallenar          | Chile | 2016-2017 |
| Independiente de Cauquenes | Chile | 2017-2018 |
| Colchagua                  | Chile | 2018      |

## Palmarés

### Campeonatos nacionales
| Título             | Club                | País  | Año  |
| ------------------ | ------------------- | ----- | ---- |
| Tercera División B | Deportes Santa Cruz | Chile | 2012 |